# Esben Pretzmann
Esben Pretzmann (* 15. Juli 1978 in Kalundborg, Dänemark) ist ein dänischer Komiker, Schauspieler, Drehbuchautor und Synchronsprecher.

## Leben
Pretzmann wuchs in einem Landhaus am Rande der Kleinstadt Dronninglund der nordjütländischen Insel Vendsyssel-Thy auf. Seine beiden Eltern waren Gymnasiallehrer – sein Vater Otto ist es immer noch. Als Zehnjähriger hatte er seinen ersten Auftritt am Jako Bole Teatret in Aalborg und im Alter von 13 Jahren bekam er seine erste eigene Rolle in Theaterstück Kabale und Liebe im Aalborger Jomfru Ane Teatret. Nach seinem Schulabschluss besuchte er die Filmhochschule in Ebeltoft und anschließend studierte er Theaterwissenschaften an der Universität Kopenhagen. Gemeinsam mit Rune Tolsgaard und Simon Kvamm gründeten sie das Comedy-Trio Drengene fra Angora, das in der gleichnamigen Satiresendung Drengene fra Angora und Rockerne bei DR regelmäßig auftrat, wodurch Pretzmann in ganz Dänemark bekannt wurde.
Pretzmann wirkte auch bei vielen anderen dänischen Fernsehsendungen und -serien mit, so unter anderem in Chris og chokoladefabrikken, Ruben – drengen der kan tale med ting, Rockerne, Teatret ved Ringvejen, Trio Van Gogh und Angora By Night. Er sprach die dänische Stimme des hypochondrischen und depressiven Stadtbibliothekars Morten in der Weihnachtsserie Yallahrup Færgeby, die eine Co-Produktion mit den skandinavischen Fernsehsendern SVT und NRK war.
2009 und 2010 wirkte er bei der TV 2-Sketchshow Live fra Bremen und mit der Comedy- und Satiregruppe Specialklassen bei DR Ramasjang; produziert von der Produktionsfirma Made in Valby. Pretzmann war auch bei einigen dänischen Fernsehserien als Drehbuchautor und bei der Serie Klods Hans v/ Drengene fra Angora zugleich als Regisseur tätig sowie für den Soundtrack zuständig.
Weiterhin wirkte er in der schwedischen Weihnachtsserie Superhjältejul von 2009, die vom schwedischen Sender SVT 1 ausgestrahlt wurde. Ebenso sprach er in vielen Animations- und Zeichentrickfilmen bzw. Serien die dänische Stimme, wie z. B. 2000 Die gruseligen Abenteuer von Billy und Mandy, 2008 Niko – Ein Rentier hebt ab und Die Olsenbande in feiner Gesellschaft als Kjeld Jensen. 2011 spielte er in dem autobiografischen dänischen Film  Dirch über das Leben von Dirch Passer mit.

## Filmografie

### Schauspieler
- 2001–2004: Barracuda (Fernsehserie)
- 2003: Go' røv & go' weekend
- 2004: Drengene fra Angora
- 2004: Rundfunk
- 2003–2008: Boogie
- 2004: TV-Avisen
- 2005: Klods Hans v/ Drengene fra Angora
- 2007: Angora by Night
- 2007: Yallahrup Færgeby
- 2008: Wulffs Magasin
- 2009: Karla & Jonas (Karla og Jonas)
- 2009: Superhjältejul
- 2009: Klovn
- 2009: Mørk & Jul
- 2009–2010: Live fra Bremen
- 2009–2012: Osman og Jeppe
- 2010: Osman og Jeppes brevkasse
- 2011: Dirch (Film)

### Dänischer Synchronsprecher
- 2000: Die gruseligen Abenteuer von Billy und Mandy (The Grim Adventures of Billy & Mandy,  Zeichentrickserie)
- 2007: Fahrradmücken und Tanzmücken (Cykelmyggen og Dansemyggen, Zeic)
- 2007: Hugo, das Dschungeltier - Auf und davon (Jungledyret Hugo 3: Fræk, flabet og fri, Weihnachtsanimationsfilm)
- 2007: Yallahrup Færgeby (schwedische Weihnachtsserie)
- 2008: Rejsen til Saturn (Animationsfilm)
- 2008: Niko – Ein Rentier hebt ab (Niko og de flyvende rensdyr, Animationsfilm)
- 2009: Æblet & ormen (Animationsfilm)
- 2010: Die Olsenbande in feiner Gesellschaft (Olsen-banden på de bonede gulve als Kjeld Jensen, Animationsfilm)
- 2011-: Pandaerne (Animationsfilm)
- 2012: Gummi T (Animationsfilm)

### Drehbuchautor
- 2003: Go' røv & go' weekend
- 2004: Drengene fra Angora
- 2004: Et år med 'Angora´
- 2005: Klods Hans v/ Drengene fra Angora
- 2006: Teatret ved Ringvejen
- 2007: Trio van Gogh
- 2007: Angora by Night

### Regisseur
- 2005: Klods Hans v/ Drengene fra Angora

### Soundtrack
- 2005: Klods Hans v/ Drengene fra Angora